# Rătăcitorii
Rătăcitorii (în poloneză Bieguni) este un roman al scriitoarei poloneze Olga Tokarczuk. A apărut prima dată în 2007 la editura Wydawnictwo Literackie (Editura Literară). Romanul este dedicat subiectului călătoriilor și este format din povestiri separate, eseuri și note de călătorie, unite printr-o intrigă comună. În total, romanul este format din 116 fragmente, variind de la o singură propoziție până la 31 de pagini.
În 2008, romanul Rătăcitorii a fost recompensat de Gazeta Wyborcza cu premiul literar Nike, unul dintre cele mai prestigioase premii din literatura poloneză și Premiul Internațional Man Booker în 2018.

## Intriga
Intriga romanului este construită sub forma unei împletituri, la prima vedere din fire neconectate.
Tema principală a romanului este situația existențială a unui om aflat în călătorie, este o monografie literară a fenomenelor de mobilitate, mișcare și de anxietatea provocată de această călătorie.
Titlul romanului (Bieguni) se referă la o sectă mereu rătăcitoare a rascolnicilor (vechii-credincioși ruși), strannicii (sau biegunii), care au crezut că lumea este saturată de rău, dare care ajunge mai greu la om atunci când acesta este într-o continuă mișcare.
Pe lângă tema călătoriei (călătoriile scriitoarei dar și ale mai multor eroi), există și tema dorinței de a imortaliza un om, de data aceasta nu sub aspectul sufletului, ci prin conservarea trupului său mort (povestea anatomistului din secolul al XVII-lea, Philip Verheyen și a medicului din secolul al XXI-lea, Blau).
Romanul include și subiectul Wikipedia - care este descris ca un proiect minunat, dar scriitoarea precizează că este imposibil să fie scrise toate cunoștințele umane și suma experiențelor umane.

## Primire

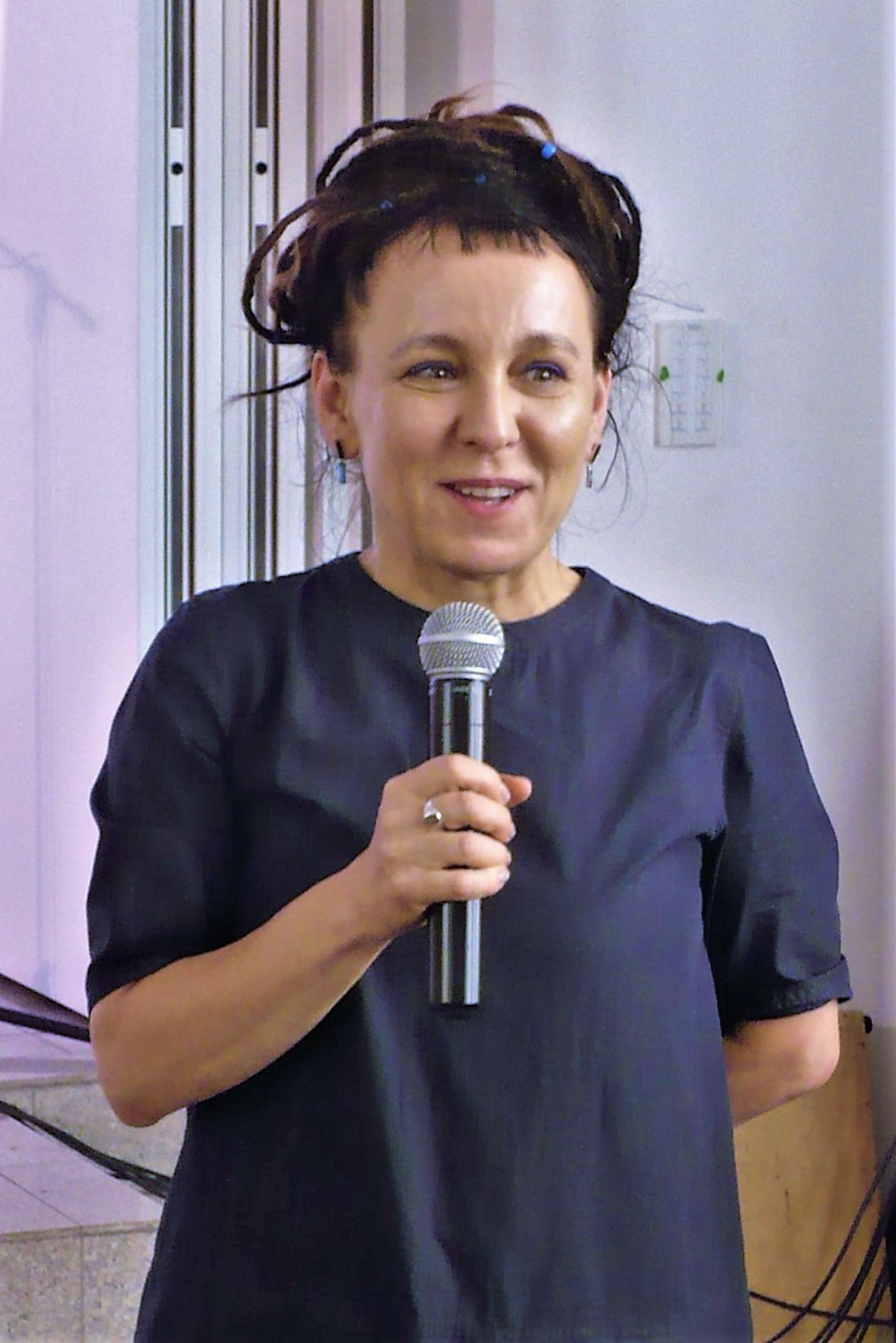
Olga Tokarczuk în 2018

A primit, din partea cotidianului polonez Gazeta Wyborcza, premiul literar Nike în 2008.  În 2018, cartea tradusă de Jennifer Croft (publicată sub titlul în engleză Flights de Fitzcarraldo Editions) a Premiul Internațional Man Booker. Președinta juriului, Lisa Appignanesi, a descris-o pe Tokarczuk ca pe „o scriitoare de o subtilitate superbă, imaginație și cu un mare curaj literar”.
Kirkus Reviews a constatat că romanul reprezintă „o introducere binevenită pentru această scriitoare importantă și o încântare pentru fanii literaturii europene contemporane”. The Guardian a descris romanul ca fiind „extraordinar” și „un strigăt palpitant și un discurs adorabil din inimă pentru o conectivitate evocatoare”. Din punct de vedere stilistic, opera autoarei Tokarczuk a fost comparată cu scrierile lui W. G. Sebald, Milan Kundera și LLászló Krasznahorkai, printre altele. Parul Sehgal de la New York Times a spus despre Tokarczuk că este „...evazivă ca eroina lui Rachel Cusk din Outline Trilogy”.

## Adaptări
În 2020, regizorul Michał Zadara a început repetițiile pentru o punere în scenă a romanului la Teatr Powszechny din Varșovia. Premiera a fost planificată la festivalul Divina Comedie din Cracovia.

## Traduceri
- Rătăcitorii, Editura Polirom, Biblioteca Polirom, 2018, ISBN 978-973-46-7525-8, traducere de Cristina Godun.